# 行動商務
行動商務（英語：mobile commerce）基本的定義，簡單來說即是使用者以行動化的終端設備透過行動通訊網路來進行商業交易活動。較狹義的定義為透過行動化網路所進行的一種具有貨幣價值的交易。而廣義、寬鬆的來說，只要是人們由透過行動化網路來使用的服務與應用，都可以被定義在行動商務的範疇內。
在行動科技快速的發展下，許多行動商務的型態已日新月異，傳統圍繞在企業本身的商務活動，已逐漸轉變為以消費者為主角，並脫離了必須連上網際網路來進行交易活動的限制，譬如屬於射频识别（Radio Frequency Identification）範疇的近場通訊（Near Field Communication）技術等，已為行動商務領域帶來許多創新的應用。

## 組成
依照行動商務的定義範圍，以及針對行動商務主角－行動消費者的需求，組成行動商務的要素大致可以分為：
- 使用者端行動化的通訊裝置：一般消費者最熟悉也接觸最多的行動通訊裝置，就是現在俗稱手機的手持行動電話。1970年代初期，第一支行動電話的雛型由美國摩托罗拉公司提出，經過十幾年耗費鉅資的研發與佈建相關的基礎建設，1980年代中期行動電話首次上市。
- 可支援行動商務活動的網路架構與資訊平台：行動商務發展所必備的基礎建設，除了終端行動通訊裝置的普及之外，穩定的資料傳輸以及後端的資訊平台也不可或缺。行動裝置因受限於設備的大小、電源、使用特性等因素，在使用端只能儲存有限的資訊並作有限的運算處理，故而穩定的寬頻傳輸與強大的資訊後台，對行動商務來說就益顯重要。
- 相關的行動式應用與服務及其商業模式：行動商務真正所能提供給人們的應是即時、便利的流動應用程式與服務，內容則包含了娛樂遊戲、行動銀行、行動辦公室、行動購物、即時資訊等各領域。

## 應用

### 適地性服務
- 地緣性搜尋（Proximity-Based Search）的LBS服務：此為一種拉式搜尋，主要是利用有定位性系統的手機來接收某個距離方圓內，使用者有興趣的人、地、物的位置資訊。
- 地緣性通告（Proximity-Based Notification）的LBS服務：此為一種推式搜尋服務，主要是基LBS，透過手機的簡訊SMS或其他行動通訊的APP，來通知附近相關人的一些重要訊息。
- 地緣性執行（Proximity-Based Actuation）的LBS服務：指以LBS直接執行某種交易行為，而非只是資訊的尋找與訊息通知。

### 行動社群網路
在行動網路上，利用手機上的社群網路APP尋找附近朋友、結交新朋友、或與朋友傳簡訊互動、聊天、分享各種資訊。

### 行動搜尋
- 最佳化行動搜尋引擎：指一般主要的搜尋引擎。
- 行動目錄搜尋：又稱「幫我找最近的」或「行動電話簿」，指利用LBS功能提供手機使用者尋找其所在位置附近相關的各種營業場所或標的物。
- 行動導航服務

### 擴增實境
行動運算加物聯網加人工智慧的一種發明，指的是一種以電腦所產生出來的多媒體資訊來提升、擴增使用者對目前在實際世界上所看到的一個實體物件的資訊。

### 情緒運算
一種利用感測器、電腦視覺、語言、臉部辦識裝置，來偵測使用者的各種情緒狀態，並由人工智慧系統的深度學習演算法判讀分析，並自動執行某些適當的反應行動系統。